# Kiitti

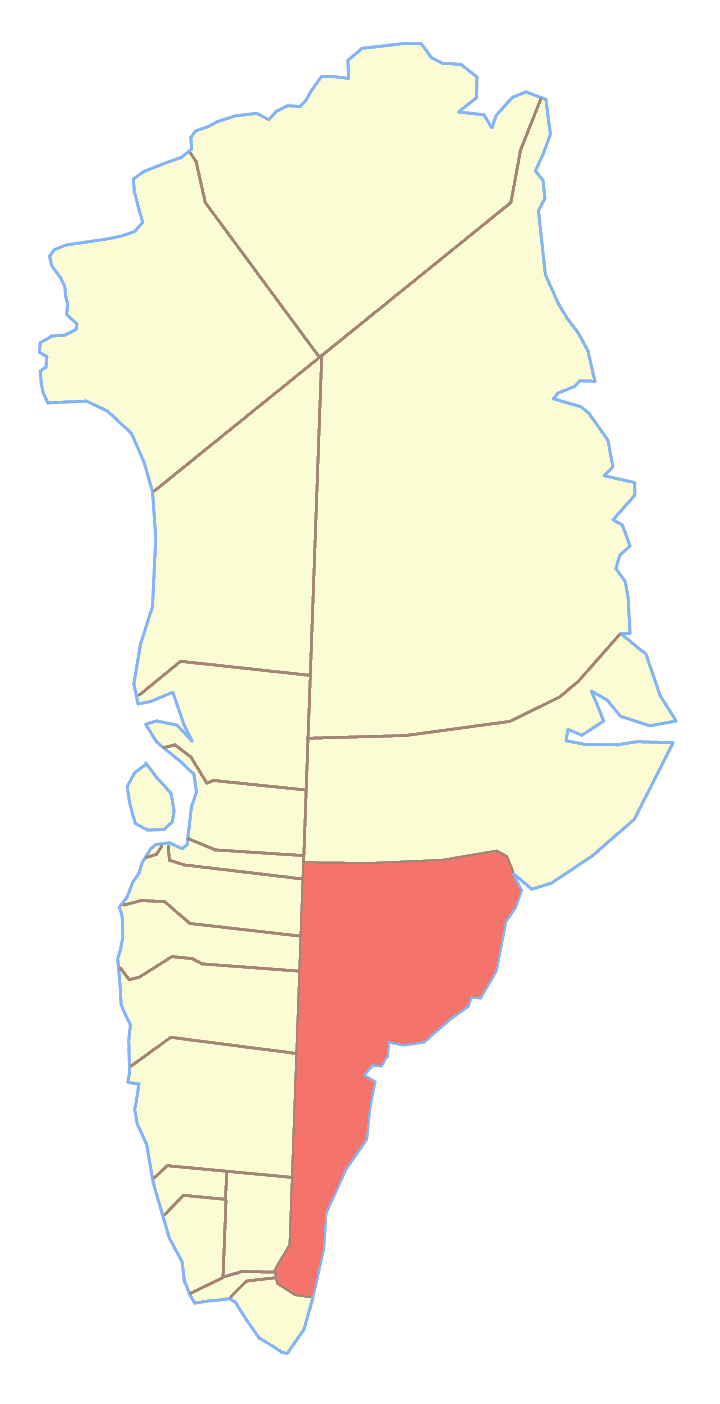
Ex comune di Ammassalik, dove si trovava il Kiitti

Il Kiitti è una montagna della Groenlandia di 610 m. Si trova a 65°36'N 37°50'O; appartiene al comune di Sermersooq.